# Anhalter Bahnhof
Het Berlijnse Anhalter Bahnhof (Anhaltstation) is een voormalig spoorwegstation in het westen van de wijk Kreuzberg, iets ten zuiden van de Potsdamer Platz. Sinds de sluiting van het kopstation in 1952 en de sloop ervan in 1960 is alleen het gelijknamige ondergrondse S-Bahnstation nog in gebruik. Een deel van de façade van het oude station bleef behouden en herinnert nog altijd aan het Anhalter Bahnhof. Zijn naam dankt het station aan de Duitse regio Anhalt, die de treinen die er vertrokken doorkruisten.

## Het eerste station (1841-1875)
Het Berlin-Anhaltischer Bahnhof opende op 1 juli 1841 als noordelijk eindpunt van de Anhalter Bahn, die vanaf 1839 werd aangelegd. Het bevond zich net buiten de toen nog bestaande Berlijnse stadsmuur, waarin speciaal voor het station een nieuwe stadspoort, de Anhalter Tor, was gebouwd. In het openingsjaar van het station voerde de spoorlijn nog tot Köthen, waar hij op de Magdeburg-Leipziger Eisenbahn aansloot. Een kleine twintig jaar later waren ook een aftakking naar Riesa (nabij Dresden) en een directe verbinding via Bitterfeld naar Halle en Leipzig in gebruik. Het stationsgebouw werd al snel te krap voor het grote aantal reizigers en in 1872 besloot men daarom een nieuw Anhalter Bahnhof te bouwen.

## Nieuwbouw: het grootste station van Duitsland

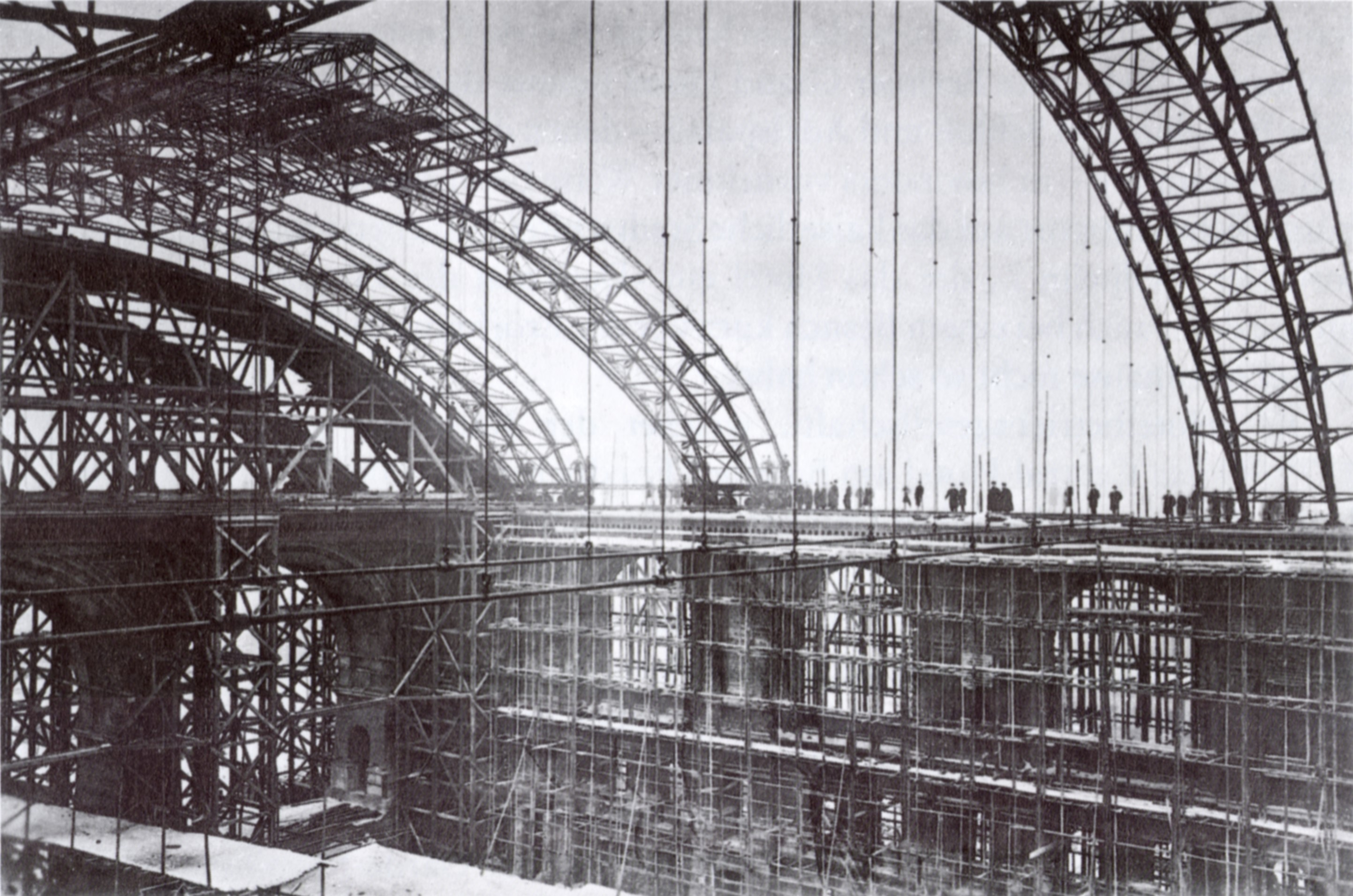
Bouw van de perronoverkapping, omstreeks 1878

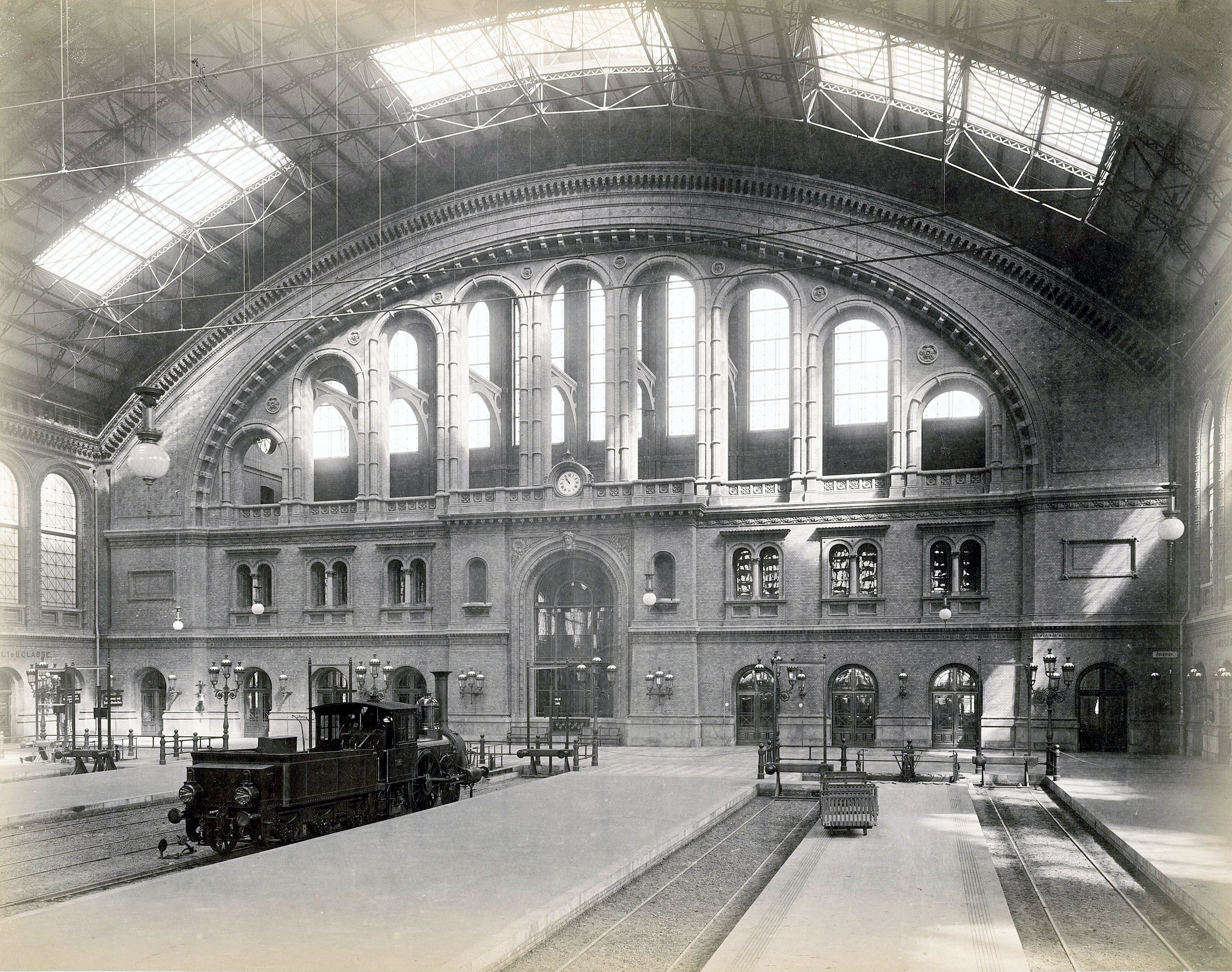
Interieur van de hal, 1881

Het nieuwe station werd ontworpen door de architect Franz Heinrich Schwechten. In 1874 opende een tijdelijk station, waarna men het oude Anhalter Bahnhof in 1875 afbrak. De bouw van het nieuwe station startte een jaar later, in 1876. Na een bouwtijd van vier jaar openden keizer Wilhelm I en Otto von Bismarck op 15 juni 1880 het nieuwe Anhalter Bahnhof, dat toen als grootste station van Duitsland en zelfs van Europa gold.
De voorgevel van het station aan de Askanischer Platz had een breedte van 101 meter en was versierd met twee ijzeren beelden van de Ludwig Brunow, getiteld Nacht en Dag. Achter de façade overspande een 171 meter lange en 62 meter brede constructie van glas en ijzer (ontworpen door Heinrich Seidel) de sporen en de zes perrons op een maximale hoogte van 34 meter. De 10.600 m² metende ruimte onder de overkapping kon onderdak bieden aan 40.000 reizigers.
Twee jaar na de opening van het nieuwe stationsgebouw werd de Anhalter Bahn genationaliseerd en kwamen station en spoorlijn onder het beheer van de Preußische Staatseisenbahnen. Het Anhalter Bahnhof groeide ondertussen uit tot Berlijns poort tot het zuiden en kreeg in de volksmond de bijnaam Tor in die blaue Ferne ("Poort tot de onbekende verte"). Er waren sneltreinverbindingen met onder andere Frankfurt am Main, München, Praag, Wenen, Rome en Athene. Rond 1930 vertrok er ongeveer iedere vijf minuten een trein en verwerkte het Anhalter Bahnhof dagelijks zo'n 44.000 passagiers. Sinds 1928 was het Anhalter Bahnhof ook door middel van een voetgangerstunnel met het aan de overzijde van de Askanischer Platz gelegen Hotel Excelsior verbonden.
Op 9 oktober 1939 werd voor de S-Bahn een noord-zuidtunnel onder het centrum van de stad geopend. Onder het Anhalter Bahnhof kwam een gelijknamig S-Bahnstation in gebruik.

## Verval en sluiting
De in 1933 aan de macht gekomen nationaalsocialisten ontwikkelden grootse plannen voor Berlijn, waarin voor het Anhalter Bahnhof echter geen plaats was. In Albert Speers Welthauptstadt Germania zouden alle treinen gaan eindigen in het Noordstation of het Zuidstation. Deze nieuwe stations zouden verrijzen aan de uiteinden van de noord-zuidas, het pronkstuk van het project. De reeds bestaande stations zouden hun functie verliezen, het Anhalter Bahnhof zou daarna worden omgebouwd tot zwembad. Het verloop van de Tweede Wereldoorlog verhinderde de uitvoering van het Germania-plan, maar betekende alsnog het einde voor het station.
Op 3 februari 1945 werd het Anhalter Bahnhof zwaar getroffen door geallieerde bombardementen en brandde het uit. Het geruïneerde station werd na de oorlog provisorisch hersteld, zodat er weer enige treinen konden vertrekken. Het Anhalter Bahnhof zou de oorlog echter niet te boven komen. De spoorlijn voerde vanuit het West-Berlijnse station naar de Sovjet-bezettingszone (de latere DDR) en de langeafstandstreinen over de Anhalter Bahn werden daarom al snel naar het in Oost-Berlijn gelegen Ostbahnhof geleid. De in 1951 geopende S-Bahnverbinding naar Teltow verving bovendien de voorstadsdiensten van het Anhalter Bahnhof naar deze Brandenburgse stad, waardoor het station ook zijn betekenis voor het regionale spoorwegverkeer grotendeels verloor. Op 18 mei 1952 sloot het station voorgoed zijn deuren en het gebouw en de spoorlijn liet men vervolgens langzaam wegkwijnen.

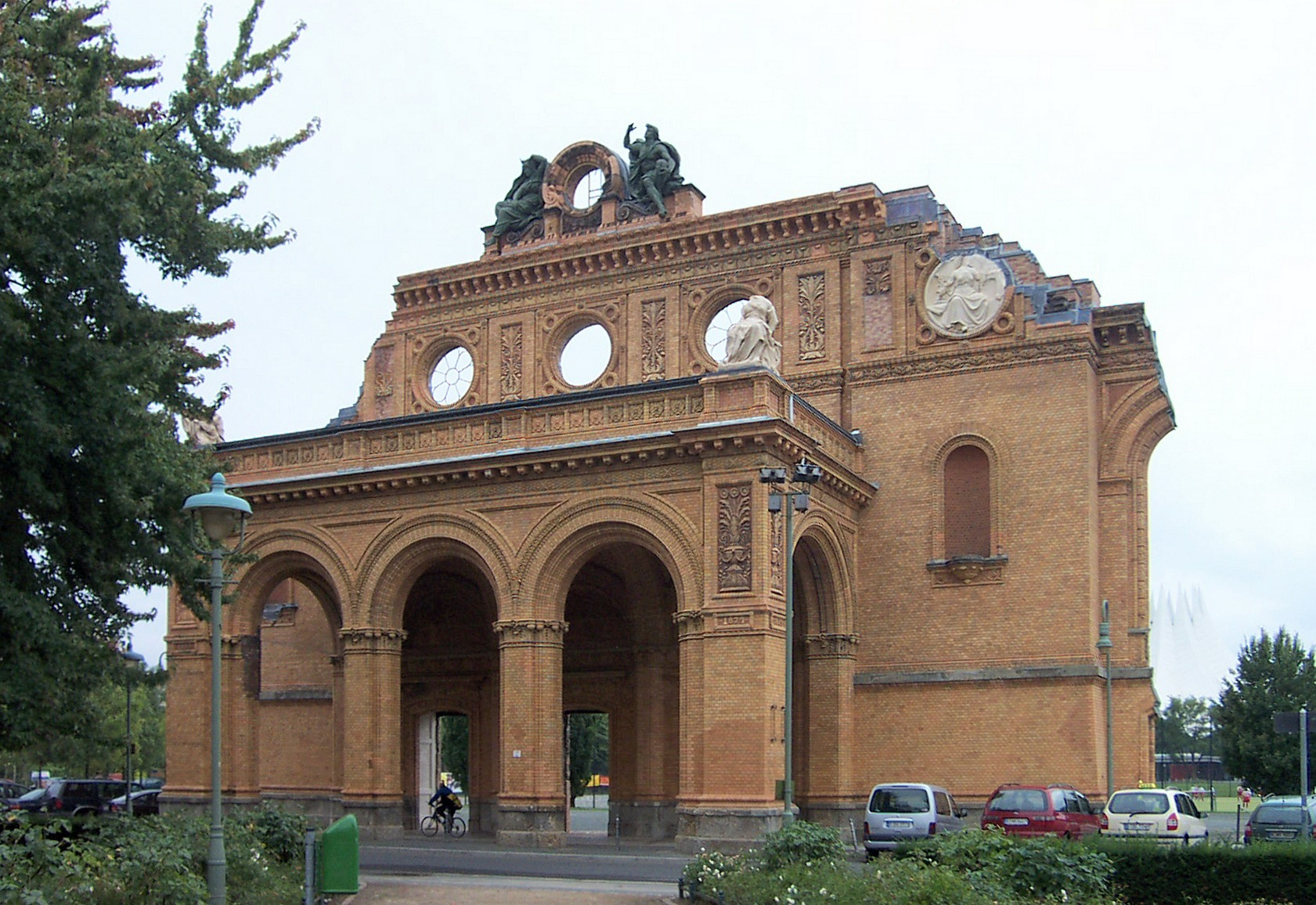
Het enige overgebleven deel van de gevel, na de restauratie van 2005

In 1959 werd de bouwval die van het Anhalter Bahnhof was overgebleven opgeblazen. Het centrale deel van de voorgevel, met de voormalige stationsklok en de figuren Nacht en Dag, overleefde de explosie echter en bleef na protesten van de bevolking staan - oorspronkelijk had men ook deze Portikus willen verwijderen. Tussen 2003 en 2005 werd het gevelfragment gerestaureerd en gestabiliseerd. De twee beelden konden vanwege ernstige roest niet hersteld worden en werden in 2004 vervangen door bronzen kopieën; de originelen bevinden zich sindsdien in het nabije Deutsches Technikmuseum.
Op het voormalige stationsterrein achter het façadefragment bevinden zich nu een sportterrein, de evenementenhal Tempodrom (sinds 2002) en een klein bos- en parkgebied, waar de overwoekerde goederenperrons nog waar te nemen zijn. Aan het zuidelijke uiteinde van het terrein, waar de Anhalter Bahn ooit het Landwehrkanaal kruiste, is een voetgangersbrug aangelegd, die met zijn uiterlijk aan de voormalige spoorbrug doet denken. Deze voetgangersbrug leidt naar het Technikmuseum, dat grotendeels op het voormalige emplacement van het Anhalter Bahnhof ligt en waar een schaalmodel (1:87) van het station zoals het er in 1939 uitzag te bezichtigen is.

## Goederenstation
Het goederenstation van het Anhalter Bahnhof, het Anhalter Güterbahnhof bevond zich ten zuiden van het eigenlijke station, aan de overzijde van het Landwehrkanaal, tussen de Gleisdreieck, het Potsdamer Güterbahnhof, de Yorckstraße en de Möckernstraße. Na de sluiting van het Anhalter Bahnhof bleef het goederenstation in gebruik tot in de jaren 1980, waarna het in verval raakte. Een aantal oude spoorbruggen over de Yorckstraße herinnert nog altijd aan de bedrijvigheid van het station. Op 26 augustus 2006 begonnen de werkzaamheden aan de opname van het goederenstation in het Park auf dem Gleisdreieck. Ook het terrein van het voormalige Potsdamer Güterbahnhof werd in dit park opgenomen.

Anhalter Bahnhof |
Dresdener Bahnhof |
Görlitzer Bahnhof |
Hamburger Bahnhof |
Lehrter Bahnhof |
Militärbahnhof |
Nordbahnhof |
Ostbahnhof |
Potsdamer Bahnhof |
Stettiner Bahnhof |
Wriezener Bahnhof